# Dassault Falcon 20
Dassault Falcon 20 (zwany też Mystère 20) – dwusilnikowy samolot biznesowy produkowany przez Dassault Aviation, pierwszy samolot z rodziny Dassault Falcon i jeden z pierwszych na świecie odrzutowców dyspozycyjnych. Na jego bazie stworzono także mniejszą wersje Dassault Falcon 10 oraz trzysilnikowy Dassault Falcon 50. Pierwszym użytkownikiem samolotu były linie Pan Am, które kupiły 40 samolotów. Pierwotnie samolot nazywał się Dassault-Breguet Mystère 20, jednak na potrzeby rynku amerykańskiego zmieniono jego nazwę na anglojęzyczną Fan Jet Falcon, by ostatecznie wszystkie samoloty przemianować na Falcon 20. Zmodernizowana wersja samolotu o nazwie Falcon 200 była produkowana do 1988 roku. Straż Wybrzeża Stanów Zjednoczonych zakupiła 41 samolotów pod nazwą HU-25 Guardian.

## Wersje
- Falcon 20: prototyp (1 sztuka).
- Falcon 20C: pierwsza wersja produkcyjna.
- Falcon 20D: wersja z silnikami GE CF700-2D o zwiększonym ciągu, mniejszym zużyciu paliwa i większym zapasie paliwa.
- Falcon 20E: wersja z silnikami GE CF700-2D-2 o zwiększonej ciągu.
- Falcon 20F: sloty na całej długości skrzydeł, większy zapas paliwa.
- Falcon 20G: morska wersja patrolowa z silnikami Garrett AiResearch ATF3-6-2C.
- HU-25A Guardian: oznaczenie wersji 20G dla United States Coast Guard (41 sztuk). Pierwsza z maszyn została przyjęta 2 kwietnia 1982 roku. Po 32 latach eksploatacji Straż Wybrzeża wycofała samoloty z użycia. Ostatni lot HU-25 w jej barwach odbył się 23 września 2014 roku. Była to maszyn o numerze 2114 stacjonująca na co dzień w Coast Guard Air Station Corpus Christi w Teksasie. HU-25 mają zostać zastąpione przez maszyny HC-144A Ocean Sentry (będącymi przystosowanymi do zadań patrolowych samolotami CASA CN-235) i wspierające je, pozyskane od US Air Force samoloty C-27J Spartan[1].
  - HU-25B Guardian: wersja zmodernizowa z radarem typu SLAR (przebudowano 7 HU-25A).
  - HU-25C Guardian: wersja zmodernizowa do zwalczanie przestępczości narkotykowej z radarem APG-66 i zasobnikiem WF-360 do obserwacji w podczerwieni (przebudowano 9 HU-25A).
  - HU-25C+ Guardian: wersja zmodernizowa z radarem APG-66(V)2 i nowym zasobnikiem FLIR (przebudowano wszystkie HU-25C).
  - HU-25D Guardian: wersja zmodernizowa z radaremAN/APS-143B(V)3 i zasobniki do obserwacji w podczerwieni (przebudowano 15 HU-25A).
- CC-117 Falcon: oznaczenie Falcon 20C dla lotnictwa Kanady (8 sztuk dostarczonych od 1967).
- Falcon 20H: pierwotne oznaczenie dla Falcona 200.
- Falcon 20H Guardian: oznaczenie Falcon 200 dla francuskiej marynarki, wyposażone jak Falcon 20G/HU-25A.
- Falcon 200: zmodernizowana wersja z silnikami Garrett ATF3-6A-4C, większy zapas paliwa, oblatana w 1980.

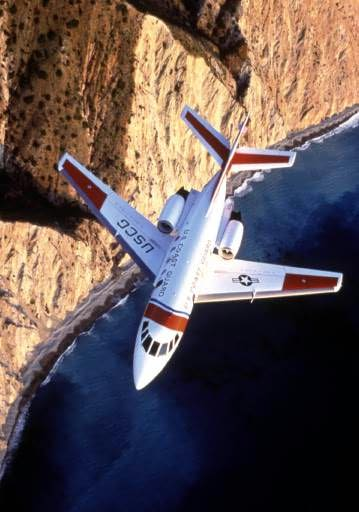
Dassault HU-25 lotnictwa United States Coast Guard

- Falcon 30: niezrealizowany projekt powiększonej wersji dla 30 osób.
- Falcon 40: niezrealizowany projekt powiększonej wersji dla 40 osób.

## Użytkownicy wojskowi/rządowi
Algierskie Siły Powietrzne
 Angola
 Royal Australian Air Force
 Luchtcomponent2 Falcon 20E
 Armada de Chile
 Dżibuti
 Egipskie Siły Powietrzne3 samoloty
 Armée de l'air, Marine nationale9 Falcon 20C, 5 Falcon 20E, 4 Falcon 20F, 5 Falcon 20H Guardian
 Gwinea Bissau
 Ejército del Aire1 Falcon 20E, 1 Falcon 20F
 Siły Powietrzne Islamskiej Republiki Iranu2 Falcon 20C, 6 Falcon 20E, 4 Falcon 20F
 Jordańskie Siły Powietrzne
 Royal Canadian Air Force8 CC-117
 Liban
 Liberia1 Falcon 20E
 Libijskie Siły Powietrzne1-3 Falcon 20C
 Maroko2 Falcon 20D
 Luftforsvaret2 Falcon 20C
 Oman
 Pakistan Air Force2 Falcon 20DA-20
 Fuerza Aérea del Perú1 Falcon 20F
 Força Aérea Portuguesa1 Falcon 20D
 Republika Środkowoafrykańska
 Sudańskie Siły Powietrzne1 Falcon 20F
 Syria2 samoloty
 United States Coast Guard41 HU-25
 Tunezja
 Aviación Militar Nacional Bolivariana Venezolana1 Falcon 20C, 2 Falcon 20D, 1 Falcon 20F
 Wybrzeże Kości Słoniowej